# Rothmannia munsae
Rothmannia munsae là một loài thực vật có hoa trong họ Thiến thảo. Loài này được (Schweinf. ex Hiern) E.M.A.Petit miêu tả khoa học đầu tiên năm 1961.